# Michaił Gierasimow (antropolog)
Michaił Michajłowicz Gierasimow (ros. Михаил Михайлович Герасимов; ur. 2?/15 września 1907 w Petersburgu, zm. 21 lipca 1970 w Moskwie) – radziecki antropolog, archeolog i rzeźbiarz, twórca metody rekonstrukcji wyglądu twarzy zmarłych na podstawie zachowanych szczątków, nazwanej jego nazwiskiem (metoda Gierasimowa).
Był odkrywcą stanowiska archeologicznego Malta w obwodzie irkuckim na Syberii, a następnie prowadził tam badania w okresie 1928–1958.  